# تميس (القف)

تعديل مصدري - تعديل

تميس هي إحدى قرى عزلة القف بمديرية القف التابعة لمحافظة حضرموت، بلغ تعداد سكانها 107 نسمة حسب تعداد اليمن لعام 2004.